# Cryptocarya litoralis
Cryptocarya litoralis är en lagerväxtart som beskrevs av Van der Werff. Cryptocarya litoralis ingår i släktet Cryptocarya och familjen lagerväxter. Inga underarter finns listade i Catalogue of Life.